# ジュエルズII
『ジュエルズII』 (Jewels II) は、クイーンの日本独自のベストアルバム。前年発売のベストアルバム『ジュエルズ』の続編である。

## 解説
本作は、前作『ジュエルズ』の成功により第2弾のベスト・アルバムとして企画され、前作からほぼ1年後に発売された。前作は日本でよく知られた曲を中心に選曲されたベスト・アルバムだったが、本作は前作に入りきらなかった楽曲を集めたアルバム、という位置づけになっており、ハードロック調の曲が多く収録されているのが特徴である。
また本作には「ウィ・ウィル・ロック・ユー」のイントロが挿入された「タイ・ユア・マザー・ダウン」、イントロの一音から完璧に聴くことができる「ラヴ・オブ・マイ・ライフ」、このアルバムのためにブライアン・メイがミックスし直した「手をとりあって」など、マニアにもアピールする曲も含まれているほか、CD EXTRAで「ウィ・ウィル・ロック・ユー」と「シアー・ハート・アタック」のライブ映像が収録されている。
なお、前作がCCCDであったことが一部のファンから非難を浴び、またブライアン自身もCCCDには批判的であったことから、本作は通常CD仕様となっている。セールス面では前作の大ヒットには及ばなかったものの、オリコンチャートのトップテンに入りゴールド・ディスクに輝いた。なお、プロモ集DVDは発売されていない。
2013年にはSHM-CD仕様(UICY-15270)で再発売されているが、「タイ・ユア・マザー・ダウン」がオリジナルパージョン、「ブレイク・フリー (自由への旅立ち)」がシングルバージョン、「手をとりあって (ハイ・ディフィニション・ミックス 2005)」がアルバム『華麗なるレース』の2011年再発盤のボーナスEPに収録されている、アウトロが大幅にカットされたバージョンにそれぞれ差し替えられている。

## 発売日
- 2005年1月26日(CD) - TOCP-67530
- 2013年12月4日(SHM-CD) - UICY-15270

## 収録曲
| #         | タイトル | 作詞・作曲             | 時間  |
| --------- | --- | ---------------------- | ----- |
| 1.        | 「タイ・ユア・マザー・ダウン」(Tie Your Mother Down (Air Guitar Edit))                                                       | ブライアン・メイ       | 4:00  |
| 2.        | 「ハマー・トゥ・フォール」(Hammer to Fall (Single Version))                                                                  | ブライアン・メイ       | 3:40  |
| 3.        | 「バイシクル・レース」(Bicycle Race)                                                                                         | フレディ・マーキュリー | 3:02  |
| 4.        | 「ブレイク・フリー (自由への旅立ち)」(I Want to Break Free (Single Version))                                                 | ジョン・ディーコン     | 3:19  |
| 5.        | 「懐かしのラヴァー・ボーイ」(Good Old-Fashioned Lover Boy)                                                                   | フレディ・マーキュリー | 2:58  |
| 6.        | 「セイヴ・ミー」(Save Me) | ブライアン・メイ       | 3:49  |
| 7.        | 「ONE VISION -ひとつだけの世界-」(One Vision (Single Version))                                                               | クイーン               | 4:03  |
| 8.        | 「アイ・ウォント・イット・オール」(I Want It All (Single Version))                                                           | クイーン               | 4:02  |
| 9.        | 「ラヴ・オブ・マイ・ライフ」(Love of My Life)                                                                                | フレディ・マーキュリー | 3:36  |
| 10.       | 「'39」('39) | ブライアン・メイ       | 3:33  |
| 11.       | 「メイド・イン・ヘヴン」(Made in Heaven)                                                                                     | フレディ・マーキュリー | 5:27  |
| 12.       | 「輝ける7つの海」(Seven Seas of Rhye)                                                                                        | フレディ・マーキュリー | 2:50  |
| 13.       | 「ナウ・アイム・ヒア」(Now I'm Here)                                                                                         | ブライアン・メイ       | 4:14  |
| 14.       | 「炎のロックンロール」(Keep Yourself Alive)                                                                                  | ブライアン・メイ       | 3:48  |
| 15.       | 「輝ける日々」(These Are the Days of Our Lives)                                                                              | クイーン               | 4:17  |
| 16.       | 「手をとりあって (ハイ・ディフィニション・ミックス 2005)」(Teo Torriatte (Let Us Cling Together) (High Definition Mix 2005)) | ブライアン・メイ       | 5:52  |
| 合計時間: | 合計時間: | 合計時間:              | 62:30 |

| #         | タイトル | 作詞・作曲             | 時間  |
| --------- | --- | ---------------------- | ----- |
| 1.        | 「タイ・ユア・マザー・ダウン」(Tie Your Mother Down)                                                                         | ブライアン・メイ       | 4:50  |
| 2.        | 「ハマー・トゥ・フォール」(Hammer to Fall (Single Version))                                                                  | ブライアン・メイ       | 3:41  |
| 3.        | 「バイシクル・レース」(Bicycle Race)                                                                                         | フレディ・マーキュリー | 3:02  |
| 4.        | 「ブレイク・フリー (自由への旅立ち)」(I Want to Break Free)                                                                  | ジョン・ディーコン     | 4:22  |
| 5.        | 「懐かしのラヴァー・ボーイ」(Good Old-Fashioned Lover Boy)                                                                   | フレディ・マーキュリー | 2:57  |
| 6.        | 「セイヴ・ミー」(Save Me) | ブライアン・メイ       | 3:49  |
| 7.        | 「ONE VISION -ひとつだけの世界-」(One Vision (Single Version))                                                               | クイーン               | 4:04  |
| 8.        | 「アイ・ウォント・イット・オール」(I Want It All (Single Version))                                                           | クイーン               | 4:04  |
| 9.        | 「ラヴ・オブ・マイ・ライフ」(Love of My Life)                                                                                | フレディ・マーキュリー | 3:40  |
| 10.       | 「'39」('39) | ブライアン・メイ       | 3:35  |
| 11.       | 「メイド・イン・ヘヴン」(Made in Heaven)                                                                                     | フレディ・マーキュリー | 5:28  |
| 12.       | 「輝ける7つの海」(Seven Seas of Rhye)                                                                                        | フレディ・マーキュリー | 2:51  |
| 13.       | 「ナウ・アイム・ヒア」(Now I'm Here)                                                                                         | ブライアン・メイ       | 4:17  |
| 14.       | 「炎のロックンロール」(Keep Yourself Alive)                                                                                  | ブライアン・メイ       | 3:51  |
| 15.       | 「輝ける日々」(These Are the Days of Our Lives)                                                                              | クイーン               | 4:17  |
| 16.       | 「手をとりあって (ハイ・ディフィニション・ミックス 2005)」(Teo Torriatte (Let Us Cling Together) (High Definition Mix 2005)) | ブライアン・メイ       | 4:48  |
| 合計時間: | 合計時間: | 合計時間:              | 63:36 |

### CD EXTRA / DVD『オン・ファイアー/クイーン1982』より
| #  | タイトル                                                                  | 作詞・作曲         |
| -- | ------------------------------------------------------------------------- | ------------------ |
| 1. | 「ウィ・ウィル・ロック・ユー (ファスト)」(We Will Rock You (Fast) (Live)) | ブライアン・メイ   |
| 2. | 「シアー・ハート・アタック」(Sheer Heart Attack (Live))                   | ロジャー・テイラー |